# Casa da Mãe Joana
Casa da Mãe Joana é um filme brasileiro de 2008, do gênero comédia, dirigido e escrito por Hugo Carvana. O filme conta com o protagonismo de José Wilker, Paulo Betti, Antônio Pedro e Pedro Cardoso, além de Juliana Paes, Laura Cardoso, Agildo Ribeiro, Arlete Salles, Luís Carlos Miele, Fernanda de Freitas, Cláudio Marzo e Malu Mader nos demais papéis principais.
O filme teve uma continuação lançada em 2013, intitulada Casa da Mãe Joana 2.

## Sinopse
Conta a história de três amigos (Juca, Vavá e Montanha) que dividem um apartamento de classe média e que mantêm um estilo de vida festivo. Para não perder o apartamento que está hipotecado, pensam em voltar a trabalhar, até que surge a ideia de praticar um golpe.

## Elenco
- José Wilker.... Juca
- Paulo Betti.... PR (Paulo Renato)
- Pedro Cardoso.... Vavá
- Antônio Borges.... Montanha
- Malu Mader.... Laura
- Juliana Paes.... Dolores Sol
- Fernanda de Freitas.... Tainacã
- Laura Cardoso.... Herly
- Hugo Carvana.... Salomão
- Arlete Salles.... Lola Brandão
- Lu Grimaldi.... Violeta Viveiros
- Claudio Marzo.... Leopoldo
- Agildo Ribeiro.... Comendador Salles
- Miele.... Camões
- Beth Goulart.... cliente sadomasoquista
- Cláudia Borioni.... Madame Salles
- Maria Gladys.... Dona Diamante
- Roberto Maya.... Dr. Jonas